# Szélütés (regény)
A Szélütés (Seizure) Robin Cook huszonharmadik, 2003-ban megjelent regénye, melynek fő témája a génkutatás, és a génkutatást akadályozó amerikai politikusok. A regény története a Sokk után két évvel, és annak néhány szereplőjével játszódik.

## Főbb karakterek
- dr. Daniel Lowell – kutató, a HTSR technológia egyik felfedezője és kidolgozója;
- dr. Stephanie D'Agostino – dr. Lowell kutató- és élettársa, szintén a HTSR technológia felfedezője és kidolgozója;
- Ashley Butler – szenátor, a HTSR ellenzője, Parkinson-kórban szenved;
- Carol Manning – Butler szenátor stábfőnöke;
- Tony D'Agostino – Stephanie öccse; a HTSR technológia egyik beruházója, kapcsolatban áll a szervezett bűnözéssel;
- Sal és Loue Castigliano – maffiózók, Tonyval együtt rengeteg pénzt fektettek a cégbe;
- Gaetano Baresse – olasz maffiózó, aki Tony üzlettársainak dolgozik;
- dr. Spencer Wingate – az azonos nevű klinika igazgatója, a Sokkból ismert orvos;
- dr. Paul Saunders – szintén a Sokkból ismert orvos, a Wingate Klinika igazgató-helyettese;
- Kurt Hermann – a Wingate Klinika szellemileg sérült biztonsági főnöke.

## Cselekmény
|  | Alább a cselekmény részletei következnek! |

Dr. Daniel Lowell és dr. Stephanie D'Agostino kifejlesztenek egy bonyolult génkezelési technológiával, a homológ transzgenikus szegmentális rekombinációval (röviden: HTSR). Az eljárás lényege, hogy bármilyen donortól vett vérből, és az emberi blasztocitából szerzett sejtekből, klónozással szinte bármilyen betegség gyógyítható, például a Parkinson-kór.
A bonyodalom több szál elindulásával kezdődik. Először is, Ashley Butler szenátor teljesen maradi, az albizottsági meghallgatáson kerek perec kijelenti, hogy nem járul hozzá egy olyan technológia elterjedéséhez, melyben öncélúan embereket klónoznak. Dr. Lowell már-már azt hiszi, hogy a sok munka kárba vész, a cég csődbe megy, mikor is felkeresi őt Butler, személyesen. Mint kiderül, a szenátor Parkinson-kórban szenved, és bár a nyilvánosság előtt ellenzi az eljárást, szeretné ha ő lehetne az első emberi alany, akin kipróbálnák, mondván nincs veszteni valója; ha sikerül, bekerül a Fehér Házba, ha nem sikerül, akkor így is, úgy is mindegy. A szenátor minden költséget magára vállal, és bár Lowellék eleinte ódzkodnak kissé, de belevágnak. Lowellék először Torinóba látogatnak el, ugyanis a szenátornak a torinói lepelről származó vér kell, mondván a legjobbat akarja. A lepelről sikerül szerezniük egy egészen apró darabkát, melyen található vérfolt. Végül a Bahamákra utaznak, ahol az egész procedúra lezajlik majd, a Wingate Klinikában. (A Wingate klinika ismerős lehet Robin Cook Sokk című regényéből.)
Itt jön a következő bonyodalom oka: Stephanie bátyja, Tony, maffiózókkal karöltve rengeteg pénzt fektetett a vállalkozásba, és most a bizottsági meghallgatásból kiindulva attól félnek, elúszik a pénzük, ráadásul mivel teljesen titokban zajlik Butler szenátor kezelése, azt hiszik, hogy nyaralni mennek a Bahamákra. Tonyt ráadásul szorongatják a Castigliano-ikrek, így végül Gaetano Baresse olasz maffiózó kapja a feladatot, hogy figyelmeztesse a doktort: jobb lesz, ha dolgozni kezd, máskülönben baj lesz. Egyszer bántalmazza, második látogatása alkalmával már megölni szándékozik, ám a dolog balul sül el, és Kurt Hermann végül őt teszi el láb alól.
Eközben Stephanie nyomozába kezd, és rájön, hogy a Wingate Klinika korántsem olyan jó választás, mint amilyennek látszott. A rengeteg petesejtet azért tudják rendelkezésükre bocsátani, mert a klinikán dolgozó néger nőket termékenyítik meg, majd a terhességet megszakítják, így jutnak rengeteg petesejthez, ami teljesen etikátlan és ráadásul nem is legális. Stephanie rájön, hogy korábban a Wingate Klinika komoly bajban volt, mikor is két fiatal lány kinyomozta, hogy a petesejt-donornak jelentkező nők egyik petefészkét, tudtukon kívül eltávolítják. Akkor a Wingate Klinika leégett, semmit nem sikerült bizonyítani. (Vö.: Robin Cook: Sokk!)
A végső tragédia végül az eljárás végén következik be. Amikor az agyba fecskendeznék a kezelt sejteket, Paul Saunders véletlenül elmozdítja a sztereotaxikus keretet, aminek következtében a halántéklebenybe kerül az összes sejt, szélütést okozva ezáltal. A meglepő fordulat, hogy Butler magából kikelve üvöltözik, hogy „JÉZUS VAGYOK”, bár mint utólag kiderül, ennek semmi köze a lepelről származó vérhez, pusztán a szélütés egyik tünete.
Bár úgy tetszik, hogy Butler még gyógyítható, újabb rohama során Daniel hiába próbálja megállítani, egy szerencsétlen mozdulatnak köszönhetően mindketten kizuhannak a szálloda tetejéről.
Stephanie és Carol végül megbeszélik, hogy mindketten támogatni fogják egymást; Stephanie befejezi, amit David elkezdett, Carol pedig hasonlóképpen mint Butler, a Fehér Ház felé indul.
|  | Itt a vége a cselekmény részletezésének! |

## Magyarul
- Szélütés; ford. Fazekas László; I. P. C. Könyvek, Bp., 2003 (I. P. C. könyvek)

## Idézetek
2001. február 22., hétfő egyike volt a tél közepén azoknak a meglepően meleg, kellemes, napoknak, amelyek gyakran becsapják az Egyesült Államok atlanti partvidékén élőket, és elhitetik velük, hogy közel a tavasz. A nap Maine északkeleti csücskétől Florida Keys szigetéig ragyogóan sütött, és a kettő közötti hőmérséklet-különbség alig haladta meg a hat fokot. Derűs, normális nap volt tehát a több ezer kilométer hosszú partvidéken élők döntő többsége számára, és a kevés kivételhez tartozott az az átlagosnak véletlenül sem nevezhető két ember, akinek a sorsa ezen a napon kezdett tragikusan összefonódni.